# Catatemnus concavus
Catatemnus concavus es una especie de arácnido del orden Pseudoscorpionida de la familia Atemnidae.

## Distribución geográfica
Se encuentra en Nicobar (India).